# Nguyên Văn Tông
Jayaatu Khan Nguyên Văn Tông (1304 - 1332), tên thật là Borjigin Töbtemür (tiếng Mông Cổ: Заяат хаан, Jayaγatu qaγan; chữ Hán:元文宗; phiên âm Hán Việt: Bột Nhi Chỉ Cân Đồ Thiếp Mục Nhi) là vị hoàng đế thứ 8 và thứ 10 của triều đại nhà Nguyên trong lịch sử Trung Quốc. Ông cũng là Khả hãn thứ 11 và thứ 14 của nhà Nguyên ở đế quốc Mông Cổ. Đồ Thiếp Mục Nhi là con thứ của Nguyên Vũ Tông và là em trai của Nguyên Minh Tông Hòa Thế Lạt.
Lần đầu cai trị của ông từ ngày 16 tháng 10 năm 1328 đến ngày 3 tháng 4 năm 1329 trước khi thoái vị để nhường ngôi cho anh trai Hòa Thế Lạt, và một lần cai trị khác từ ngày 8 tháng 9 năm 1329 đến ngày 2 tháng 9 năm 1332 sau cái chết của anh trai.
Nhờ sự trợ giúp từ các bậc trung thần của cha mình, Đồ Thiếp Mộc Nhi đã khôi phục phả hệ của cha trên ngai vàng; nhưng chính ông đã bức hại gia đình anh ruột là Hòa Thế Lạt, để rồi về sau hối hận về tội lỗi đã làm với anh mình. Tên của ông có nghĩa là "Khả hãn phúc lành / may mắn" theo tiếng Mông Cổ.
Ông đã tài trợ nhiều hoạt động văn hóa, viết thơ, hội họa và đọc các bản văn cổ điển. Ví dụ về những bài thơ và thư pháp có thẩm quyền đáng kể của ông vẫn còn tồn tại. Ông bắt buộc và theo dõi chặt chẽ quá trình biên dịch được gọi là "Các tổ chức lớn của vương triều để quản lý thế giới"; thông qua việc sản xuất bản văn này, ông tuyên bố triều đại của mình là khởi đầu mới, vốn đã nắm giữ các thực thi hành chính, các quy tắc của quá khứ và mong đợi một chương mới trong việc cai trị triều đại của Mông Cổ. Tuy nhiên thời gian trị vì của ông rất ngắn ngủi, chính quyền của ông nằm trong tay các thừa tướng có thế lực, như Yên Thiếp Mộc Nhi hay Bá Nhan, những người đã giúp ông giành chiến thắng trong cuộc chiến tranh ngôi vua năm 1328.

## Thân thế
Đồ Thiếp Mục Nhi là con trai thứ của Nguyên Vũ Tông, mẹ là phi tần Đường Ngột thị người Đảng Hạng. Ông là em ruột của Nguyên Minh Tông Hòa Thế Lạt.
Năm 1311, Nguyên Vũ Tông băng hà. Trước đó Vũ Tông chỉ định truyền ngôi cho em trai là Ái Dục Lê Bạt Lực Bát Đạt, tức Nguyên Nhân Tông, yêu cầu Nhân Tông sau khi mất phải truyền ngôi cho hậu duệ của mình. Tuy vậy, Đồ Thiếp Mục Ni và Hòa Thế Lạt nhanh chóng bị đuổi khỏi kinh bởi chính bà nội của họ, Thái hậu Đáp Kỷ (Dagi) và quyền thần thuộc Hoằng Cát Lạt thị, lý do mẹ họ không phải tộc nhân Hoằng Cát Lạt thị, và Thái hậu không muốn quyền lực ngoại thích rơi vào tay người ngoài.
Nhân Tông sau đó cũng hủy bỏ giao ước ngày xưa với anh mình, truyền ngôi cho con ruột là Thạc Đức Bát Thích, tức Nguyên Anh Tông. Anh Tông lên ngôi năm 1320, Đồ Thiếp Mộc Nhi bị đày đi Hải Nam. Mãi đến khi Anh Tông bị ám sát và Nguyên Thái Định Đế nắm quyền cai trị, tình hình của ông mới được cải thiện. Ông được phong làm Hoài vương (懷王), chuyển đến sống ở Jiankang (ngày nay là Nam Kinh) và sau đó là Giang Linh. Thời gian này, ông lĩnh hội một loạt các thành tựu học thuật và nghệ thuật, thường xuyên tìm hiểu các tác phẩm văn học nổi tiếng của Trung Quốc và các danh sĩ. Vì đều là con của Vũ Tông và thường xuyên bị đày đọa, Đồ Thiếp Mộc Nhi và Hòa Thế Lạt được hoàng thất Bột Nhi Chỉ Cân ra sức đồng cảm, trong đó có những trung thần của cha họ, nên hai anh em đã sống sót qua nhiều cuộc thanh trừng chính trị.

## Nội chiến hai đô
Cái chết của Thái Định đế ở Thượng Đô năm 1328 giúp cho hậu duệ của Vũ Tông có cơ hội trỗi dậy, tuy nhiên tất cả đều nhờ mưu trí của quyền thần Yên Thiếp Mộc Nhi. Yên Thiếp Mộc Nhi thực hiện chiến lược lật đổ chính quyền Thượng Đô tại kinh đô Khanbaliq (Đại Đô, thuộc Bắc Kinh ngày nay). Ông và các tướng sĩ hưởng lợi thế kinh tế-địa lý to lớn so với phe của Thái Định đế. Đồ Thiếp Mộc Nhi được Yên Thiếp Mộc Nhi ưu tiên triệu hồi về Khanbaliq vì Hòa Thế Lạt đang ở vùng Trung Á xa xôi. Ông trở thành hoàng đế nhà Nguyên ở Khanbaliq vào tháng 9, cùng lúc đó đó con trai Thái Định đế là A Tốc Cát Bát cũng được Thừa tướng Đảo Thích Sa (Dawlat Shah) ủng lập kế vị ở Thượng Đô, trở thành Nguyên Thiên Thuận Đế.
Lực lượng của Thiên Thuận Đế tiến đánh Đại Đô để tiêu diệt thế lực đang trỗi dậy của Đồ Thiếp Mộc Nhi, đi qua Vạn Lý Trường Thành vài dặm, chuẩn bị đến ngoại ô của Khanbaliq. Tuy nhiên, Yên Thiếp Mộc Nhi nhanh chóng biến khó khăn thành lợi thế, bố trí quân mai phục ở Mãn Châu (Liêu Đông) và miền đông Mông Cổ, phát động cuộc tấn công bất ngờ vào quân Thượng Đô. Dưới sự chỉ huy của Bukha Temur và Orlug Temur - hậu duệ của anh em Thành Cát Tư Hãn, quân Đại Đô nhanh chóng bao vây Thượng Đô vào 14 tháng 11, khi đó phe Thiên Thuận Đế vẫn còn đang bị mắc kẹt ở Vạn Lý Trường Thành, buộc họ phải đầu hàng vào ngày hôm sau. Đảo Thích Sa và phe cánh của ông ta bị bắt giam và xử tử, còn vua Thiên Thuận Đế đã mất tích không để lại dấu vết.

## Giết anh cướp ngôi
Hòa Thế Lạt có được sự ủng hộ từ các Vương tử và tướng lĩnh Mông Cổ, cũng như Hãn quốc Sát Hợp Đài nên đã xuất hiện ở Karakorum với lực lượng quân đội hùng hậu. Biết mình yếu thế, Đồ Thiếp Mộc Nhi tuyên bố thoái vị và nhường ngôi cho Hòa Thế Lạt. Được Khả hãn Sát Hợp Đài Eljigidey hộ tống, Hòa Thế Lạt đăng cơ ngày 27 tháng 2, 1329 ở phía bắc Karakorum, tức vua Nguyên Minh Tông. Yên Thiếp Mộc Nhi mang con dấu của đế quốc đến Mông Cổ, tuyên đọc ý chỉ của Đồ Thiếp Mộc Nhi và chào đón Thế Lạt. Minh Tông xuống chiếu phong Đồ Thiếp Mộc Nhi làm Hoàng thái đệ, sau đó tiến hành sắc phong những trung thần của mình cho những tước quan lớn trong triều.
Trên đường đến Đại Đô, ngày 26 tháng 8, Minh Tông gặp Đồ Thiếp Mộc Nhi ở Ongghuchad gần Thượng Đô và hai anh em có tổ chức một bữa tiệc không lâu sau đó. Chỉ 4 ngày sau bữa tiệc, Minh Tông đột nhiên qua đời, rất có thể ông bị Yên Thiếp Mộc Nhi giết bằng rượu độc. Đồ Thiếp Mộc Nhi chính thức phục hồi ngai vàng ngày 8 tháng 9 năm đó, lấy hiệu Nguyên Văn Tông. Chiến thắng của Văn Tông trước phe cánh của Thái Định đế và cái chết của anh mình đã loại bỏ dã tâm của những kẻ chống đối ông ở thảo nguyên Mông Cổ.
Văn Tông đã tiến hành một cuộc thanh trừng đẫm máu chống lại những thế lực đối nghịch với mình. Không chỉ những trung thần của Thái Định Đế bị xử tử và lưu đày, tài sản của họ cũng bị tịch thu. Văn Tông tước bỏ thụy hiệu của Thái Định Đế và Thiên Thuận đế, phá hủy miếu thờ của Cam Ma Thích (Gammala), cha của Thái Định Đế. Yên Thiếp Mộc Nhi cũng thanh trừng các sĩ quan ủng hộ Hòa Thế Lạt để đảm bảo quyền lực cho Văn Tông.

## Trị vì

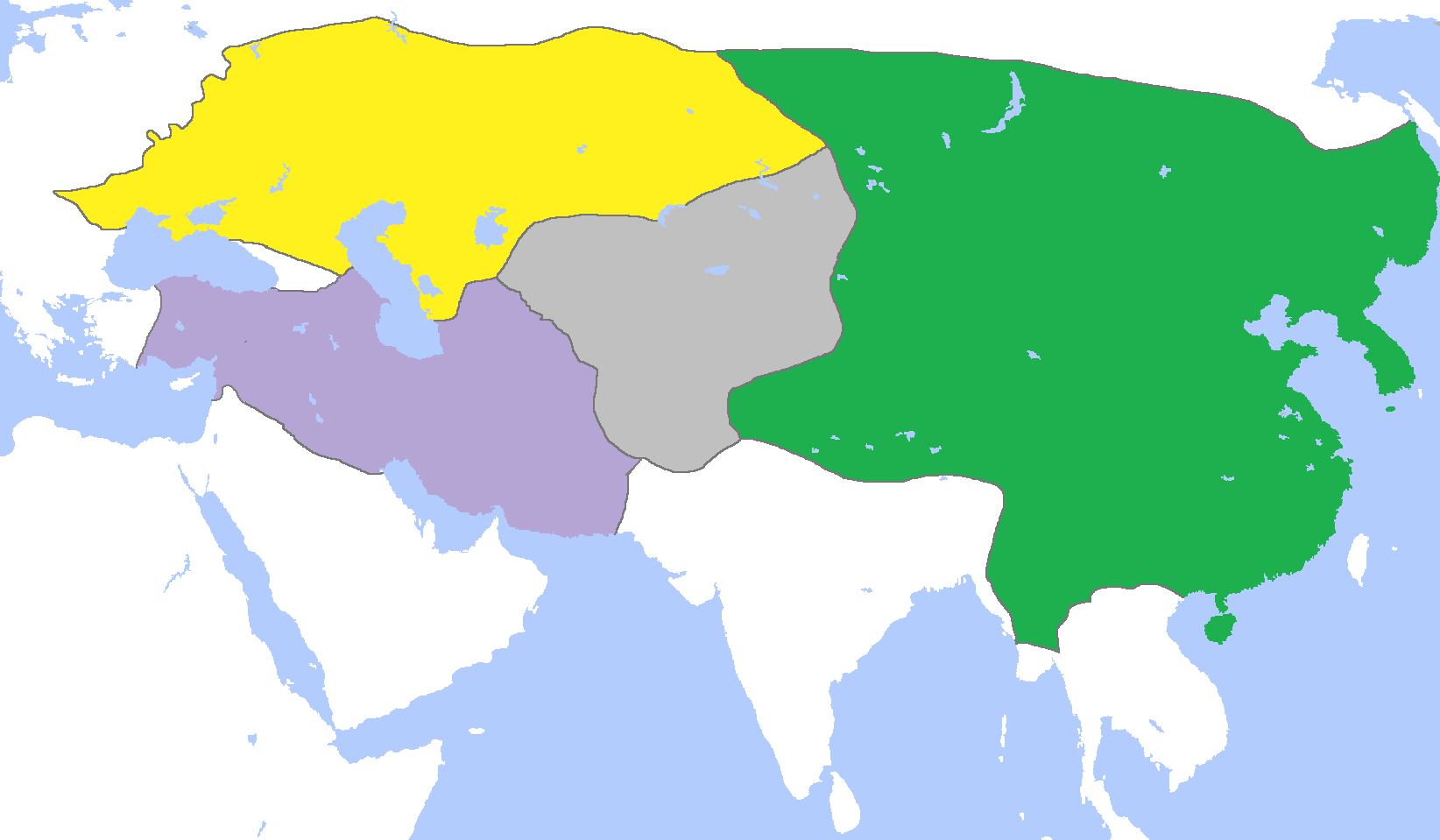
Bản đồ đế quốc Mông Cổ trong thế kỉ 14, với lãnh thổ nhà Nguyên được tô màu xanh.

### Nỗ lực giành sự công nhận
Vì quá trình lên ngôi của Văn Tông được cho là bất hợp pháp, để yên ổn trong suốt thời gian trị vì, ông buộc phải ban thưởng hậu hĩnh để có được sự ủng hộ của giới quý tộc và quan lại. Trong vỏn vẹn 4 năm trị vì, ông phong Vương cho tổng cộng 24 người, trong đó có bảy người không phải hậu duệ của Hốt Tất Liệt. Ngoài ra, ông không chỉ khôi phục các khoản viện trợ vào năm 1329, tất cả các tài sản bị tịch thu ở Thượng Đô cũng được trao cho các Vương tử, quan lại có công trong việc phục hồi ngôi vị của ông.
Văn Tông gửi lễ vật xa hoa cho ba vương tử ở Hãn quốc Kim Trướng, Hãn quốc Sát Hợp Đài và Hãn quốc Y Nhi. Ông cũng gửi con dấu và lễ vật hoàng gia cho hậu duệ của Khả hãn Sát Hợp Đài Eljigidey, người từng ủng hộ Nguyên Minh Tông, để ông ta nguôi giận. Văn Tông đã thành công và nhận được nhiều phản hồi tích cực. Do vậy Hoàng đế đã tái lập quyền bá chủ cho chính mình và duy trì mối quan hệ chặt chẽ với ba hãn quốc lân cận.

### Điều hành quốc gia và cuộc sống trong cung
Triều đại của Văn Tông bị chi phối bởi Yên Thiếp Mộc Nhi và Bá Nhan, những công thần của Văn Tông. Họ sở hữu đại quyền mà chưa có quan lại nào trong triều hoặc ở các triều đại trước có được, và thể hiện vai trò của mình đối với triều đình và quân đội, khiến cho ảnh hưởng Văn Tông bị lu mờ. Văn Tông tôn vinh các cựu thượng thư của cha mình, và phục hồi danh dự cho Sanpo và Toghto, người từng bị Nhân Tông thanh trừng. Những người từng giúp Văn Tông khôi phục địa vị cũng được trọng thưởng, tuy nhiên một số tín đồ Hồi giáo chỉ được nắm giữ tước cấp quận mà không có vị trí quan trọng trong triều.
Do Yên Thiếp Mộc Nhi đóng một vai trò quan trọng để giúp Văn Tông lên ngôi nên Văn Tông không dám mạo phạm ông. Văn Tông bổ nhiệm Yên Thiếp Mộc Nhi làm Trung thư hữu thừa tướng, rồi phong làm Thái Bình vương, đồng thời ban thưởng nhiều đất đai, ngân lương, trao quyền quyết định những việc quan trọng trong triều liên quan đến chính trị, kinh tế, quân sự, luật pháp. Suốt quá trình Yên Thiếp Mộc Nhi nắm quyền, bản thân Văn Tông cũng không biết rằng mình đang bị kiểm soát, mọi việc đều phải theo sự kiểm soát của Yên Thiếp Mộc Nhi, thậm chí đến cả việc lập Thái tử cũng phải hỏi ý ông ta. Yên Thiếp Mộc Nhi gần như nắm giữ toàn bộ quyền hành lúc đó. Dựa vào quyền lực trong tay, Yên Thiếp Mộc Nhi làm mưa làm gió, chuyên quyền lộng hành, hoang phí vô độ, lung lạc lòng người, thậm chí công khai lấy Hoàng hậu của Thái Định Đế làm vợ, trong khi ông đã có tổng cộng hơn 40 thiếp thất. Thế lực của Yên Thiếp Mộc Nhi hoàn toàn vượt xa mọi tể tướng tiền triều, đến nỗi con trai ông còn phải thốt lên: "Nhà ta thống lĩnh thiên hạ rồi!".
Vào cuối năm 1330, Hoàng đế đích thân đại xá thiên hạ nhân dịp trưởng tử ông, A Lạt Thắc Nạp Đáp Lạt (阿剌忒纳答剌; Aradnadara) được chọn làm Thái tử vào tháng 1 năm 1331. Bốc Đáp Thất Lý, Hoàng hậu của Văn Tông có mối thâm thù với Bát Bất Sa, góa phụ của Minh Tông nên đã sai thái giám ám sát bà rồi đày con trai của Minh Tông là Thỏa Hoan Thiết Mộc Nhi (sau là Nguyên Huệ Tông) đến Cao Ly để bảo đảm ngôi vị của con trai mình; tuy nhiên Thái tử chết yểu chỉ sau một tháng. Cái chết đột ngột của con mình khiến Văn Tông vô cùng hoang mang. Tin là điềm gở, Văn Tông gửi hoàng tử thứ là Cổ Nạp Đáp Lạt (古纳答剌, Gunadara) sống với Yên Thiếp Mộc Nhi, bắt hoàng tử gọi Yên Thiếp Mộc Nhi là cha, đổi tên thành Yên Thiếp Cổ Tư. Một Hoàng tử khác là Bảo Ninh (宝宁, Baoning) cũng bị gửi cho một nông dân nhận nuôi, đổi tên Thái Bình Nột (太平讷, Taipingna), tuy nhiên Thái Bình Nột cũng yểu mệnh chết sớm.
Do ngân sách của triều đình bị thâm hụt nghiêm trọng, Văn Tông cố gắng cắt các khoản chi chính quyền để đắp vào tiền viện trợ hoàng thất, tế lễ Phật giáo và những chi phí trong cung. Bằng các biện pháp đó, triều đình đã giảm hao hụt ngân sách một cách tối đa và dự trữ lúa mạch theo kế hoạch.

### Các cuộc nổi loạn
Quốc khố triều đình càng hao hụt sau khi đối mặt với thiên tai, cuộc chiến chống phiến quân Thái Định đế và cuộc trấn áp dân tộc thiểu số. Đặc biệt, sau khi cuộc chiến hai kinh đô kết thúc, nhiều quan lại địa phương bất tuân triều đình, thi nhau dấy binh làm phản, điển hình là cuộc bạo loạn của phiến quân Tugel ở tỉnh Vân Nam.
Cuộc dẹp loạn của triều đình tại Vân Nam tưởng chừng rất thành công, khi tướng quân Aratnashiri tập hợp đội quân 100.000 người, đánh bại Lolos và những người tham chiến khác, và giết chết hai thủ lĩnh. Aratnashiri gần như dập tắt cuộc nổi loạn và bình định Vân Nam và Tứ Xuyên. Nhưng Loyu, một trong những thủ lĩnh phiến quân Tugel ở Vân Nam, đã trốn thoát lên núi và tập hợp một đội quân khác gồm các cư dân địa phương, chia thành 60 cánh quân hoành hoành dữ dội ở huyện Chunyuen, gây ra sự tàn phá khủng khiếp. Triều đình buộc phải huy động cấm quân trấn áp bằng cách đánh thẳng vào thành trì của họ. Ba con trai và hai người anh của Hoàng tử Tugel bị bắt làm tù binh, một anh khác bị nhảy xuống sông tự vẫn thay vì đầu hàng cấm quân triều đình. Phái đảng của Tugel cuối cùng đã bị dẹp yên vào tháng 3 năm 1332.
Chiến dịch này tiêu tốn 630.000 đồng tiền giấy. Nguyên Văn Tông vốn ưa thích cuộc sống xa xỉ nên không để tâm đến chiến dịch này. Hành vi của Hoàng đế gây ra nhiều bất bình, và Yelu Timur, con trai của A Nan Đáp, người cố gắng giành ngai vàng vào năm 1307 với sự giúp đỡ của Hoàng hậu Bốc Lỗ Hãn, đã kết hợp với những người theo tôn giáo Lạt-ma ở Trung Quốc, âm mưu lật đổ Văn Tông. Âm mưu này nhanh chóng bị phát hiện, và tất cả đều bị xử tử.

### Học viện, nghệ thuật và học tập

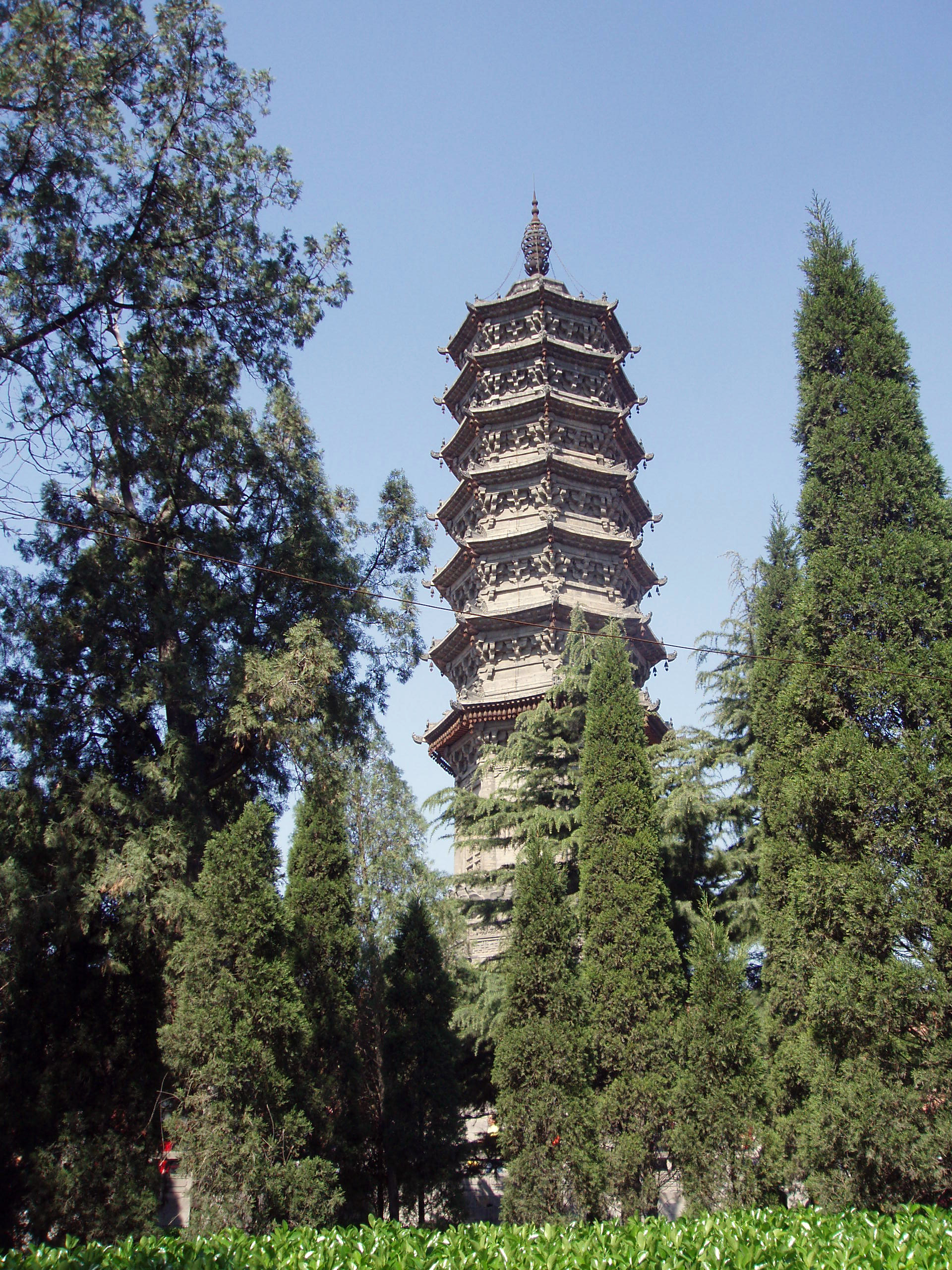
Đền Bạch Lâm ở huyện Triệu, Hà Bắc, được xây dựng vào năm 1330, dưới thời Nguyên Văn Tông.

Nguyên Văn Tông có kiến thức sâu rộng về ngôn ngữ và lịch sử Trung Quốc. Bản thân ông là một nhà thơ, nhà thư pháp và họa sĩ tài năng. Mặc dù thực quyền bị Yên Thiếp Mộc Nhi thâu tóm, Văn Tông vẫn được biết đến với những đóng góp về văn hóa. Ông đã áp dụng nhiều biện pháp tôn vinh Nho giáo và quảng bá giá trị văn hóa Trung Quốc. Năm 1330, ông đã phong hiệu cho các nhà hiền triết và bậc thầy Nho giáo ngày xưa. Chính ông thực hiện lễ cúng bái tổ tiên, trở thành hoàng đế nhà Nguyên thực hiện truyền thống quan trọng này. Để đẩy mạnh giá trị Nho giáo, mỗi năm ông ban thưởng cho những quần thần nổi tiếng sống giản dị và hiếu thuận.
Để ngăn chặn người Trung Quốc theo phong tục Mông Cổ, đặc biệt những phong tục trái với quy định Nho giáo, triều đình ban hành quy định năm 1330, rằng những ai lấy mẹ kế hoặc chị dâu làm vợ, được xem là "loạn luân", vi phạm phong tục và bị phạt. Để khuyến khích người Mông Cổ và Hồi giáo thực hành phong tục Trung Quốc, các quan chức thuộc đối tượng này được phép để tang ba năm sau khi cha mẹ qua đời. Văn Tông ủng hộ chủ nghĩa Nho giáo của Chu Hi và cũng cống hiến cho Phật giáo, ngoài ra giám sát xây dựng Bảo tháp của sư phụ Triệu Châu trong chùa Phật giáo Bạch Lâm (Bailin).
Nỗ lực rõ rệt nhất của ông trong việc bảo vệ nền văn học Trung Quốc là thành lập Học viện Khuê Chương Các (奎章 閣 學士) vào mùa xuân năm 1329, và giao nhiệm vụ "truyền tải văn hóa Nho giáo cho các cơ sở của Mông Cổ". Trong số 113 quan chức phục vụ trong học viện, có nhiều nhà văn nổi tiếng người Trung Quốc và các học giả Mông Cổ, Hồi giáo học giỏi tiếng Trung nhất thời đó. Việc tập hợp nhân tài trong lĩnh vực văn học, nghệ thuật và giáo dục để trị quốc là điều chưa từng xảy ra không chỉ với triều đại nhà Nguyên, mà trong toàn lịch sử Trung Quốc.
Học viện chịu trách nhiệm biên soạn và xuất bản một số sách. Nhưng thành tựu quan trọng nhất của nó là việc biên soạn một bản tóm tắt thể chế rộng lớn tên là Jingshi Dadian (tiếng Trung: 經世大典, "Các tiêu chuẩn lớn để cai trị thế giới"). Mục đích của việc tập hợp và hệ thống hóa tất cả các tài liệu và luật pháp quan trọng của nhà Nguyên trong công việc này theo mô hình của Huiyao (tiếng Trung: 會要, "Các yếu tố cần thiết toàn diện của các thể chế") của nhà Đường và nhà Tống rõ ràng là để chứng minh rằng sự cai trị của nhà Nguyên là hoàn hảo như các triều đại Trung Quốc trước đó. Bắt đầu vào tháng 5 năm 1330, dự án đầy tham vọng này đã được hoàn thành trong 13 tháng. Sau này nó đã cung cấp nền tảng cho các chuyên luận khác nhau trong tác phẩm Nguyên sử, được biên soạn vào đầu thời nhà Minh.

## Qua đời
Do triều đình bị chi phối bởi Yên Thiếp Mộc Nhi, thời trị vì của Nguyên Văn Tông đánh dấu sự suy tàn của Nguyên triều, và tác động tích cực của Học viện Khuê Chương Các trên toàn đất nước cũng bị hạn chế. Đầu năm 1332, Yên Thiếp Mộc Nhi nắm luôn quyền kiểm soát luôn học viện, sáu tháng trước khi Văn Tông qua đời. Học viện đã bị đóng cửa sau cái chết của ông. Mặc dù con trai Văn Tông là Yên Thiếp Cổ Tư còn sống, nhưng ông cảm thấy ân hận về những gì đã làm với anh trai Minh Tông, nên trước khi lâm chung bày tỏ di nguyện truyền ngôi cho cháu là Thỏa Hoan Thiếp Mộc Nhi.
Văn Tông mắc bệnh qua đời vào ngày 2 tháng 9 năm 1332. Tuy vậy, người con khác của Nguyên Minh Tông là Ý Lân Chất Ban được Yên Thiếp Mộc Nhi chỉ định kế vị dù chỉ mới 6 tuổi, do Thỏa Hoan Thiếp Mộc Nhi đang ở xa kinh đô.

## Gia quyến
- Thân phụ: Nguyên Vũ Tông Hải Sơn.
- Thân mẫu: Đường Ngột thị, người Đảng Hạng, được truy phong Văn Hiến Chiêu Thánh hoàng hậu.
- Hoàng hậu: Bốc Đáp Thất Lý, xuất thân Hoằng Cát Lạt thị, Hoàng hậu duy nhất của ông. Sau bị Nguyên Huệ Tông lưu đày và xử tử.
- Con cái:

1. A Lạt Thắc Nạp Đáp Lạt (阿剌忒纳答剌; Aradnadara; 1330 - 1331), mẹ Bốc Đáp Thất Lý. Thân phận Đích trưởng tử nên được phong Hoàng thái tử năm 1331, tháng sau chết yểu.
2. Cổ Nạp Đáp Lạt (古纳答剌, Gunadara; ? - 9 tháng 8, 1340), mẹ Bốc Đáp Thất Lý. Sau cái chết của huynh trưởng thì giao Yên Thiếp Mộc Nhi nhận làm con nuôi dưỡng, đổi tên Yên Thiếp Cổ Tư (燕帖古思).
3. Bảo Ninh (宝宁, Baoning; ? - ?), mẹ Bốc Đáp Thất Lý. Sau cái chết của huynh trưởng thì giao cho một nông dân nhận nuôi, đổi tên Thái Bình Nột (太平讷, Taipingna) nhưng vẫn chết yểu.